# À bas le latin !
À bas le latin ! est un pamphlet de Régis Messac paru en 1933 aux éditions de La Fenêtre ouverte.

## Résumé
Ce livre critique la place prédominante qui était accordée au latin dans l’enseignement au collège et au lycée. 
Les réflexions de l'auteur s'étendent au collège unique, aux méthodes d’enseignement, au surmenage des élèves en raison d'une surabondante charge de travail, au nécessaire allégement des programmes, à la constitution de classes de niveau, au contournement de la sectorisation par les familles ainsi qu'à l’opposition entre scientifiques et littéraires.

## Critique
- Maurice Parijanine, Les Humbles, C. 1936 :

« Notre camarade Régis Messac paraît savoir très convenablement le latin. Il s’agit donc de  l'assouvissement  d'une  rancune. (…) Simpliste m’apparaît le raisonnement de Messac qui appuie surtout sur l'inutilité pratique de telle ou telle discipline. En culture, rien n’est absolument nécessaire. Tout contribue cependant à la formation de l'esprit et laisse des traces. »
- Jean-Jacques Bridenne, « Hommage à Régis Messac », Fiction n° 48, Novembre 1957 :

« Chez Régis Messac l'humoriste était inséparable du penseur ! Et le trait est aussi caractéristique pour le moins dans une étude littéraire comme Micromégas ou dans un pamphlet pédagogique comme À bas le latin ! que dans son utopie Valcrétin. »
- Henri Frossard, Du Côté d'Asinus..., sans mention de publication, 1963 :

« [Ce] petit livre, qui ne paie pas de mine, publié dans la collection : les Primaires, c'est un explosif, et de bonne qualité, puisqu'il n'a rien perdu de sa force. Depuis toujours, dit Régis Messac, la culture est identifiée avec les humanités, les humanités le sont avec le latin, de droit, comme si on se proposait d'établir un contact magique. Voyons donc ce qu'est le latin, puisque celui-ci continue comme une force acquise d'une idée périmée, et qu'il dure sur sa lancée, entouré pieusement d'une publicité séculaire. C'est sa pérennité qui a conduit à lui découvrir des vertus. Comme si ses usagers ou ses propagandistes, peu sûrs de leur fait, et pas très fiers, avaient cherché à se justifier. Et leurs justifications reviennent autour de quelques thèmes, toujours les mêmes que Messac reprend un peu à la manière d’une conversation. À bas le latin !, titre violent, titre définitif, titre de bataille ! »

## Éditions
- À bas le latin !, Éditions de la Fenêtre ouverte, coll. Les Primaires, Issy-les-Moulineaux, 1933, 104 pages.
- À bas le latin !, Préface par Anne-Marie Ozanam, Couverture par Cabu, Éditions ex nihilo, 2010, 206 pages,  (ISBN 978-2-916-185-10-1), Distribution : les Belles Lettres